# تپه روستای فرخ‌آباد
تپه روستای فرخ‌آباد مربوط به هزاره ۲- دوره صفوی است و در شهرستان پاکدشت، بخش شریف‌آباد، روستای فرخ‌آباد واقع شده و این اثر در تاریخ ۱ مهر ۱۳۸۲ با شمارهٔ ثبت ۱۰۳۱۹ به‌عنوان یکی از آثار ملی ایران به ثبت رسیده است.